# Kaprosuchus
Kaprosuchus je izumrl rod arhozavrov, podoben krokodilom sorodnim plazilcem iz družine Mahajangasuchidae. Poznan je iz edinega znanega primerka iz zgodnje krede iz Echkarjeve formacije v Nigru. Ime pomeni »merjaščev krokodil« (iz stare grščine kapros - merjasec in souchos - krokodil), izhaja pa iz njegovega nenavadno velikega zobovje, ki spominja na zobovje merjasca. Paul Sereno in Hans Larsson, ki sta prva opisala rod v članku, objavljenem v ZooKeys leta 2009 skupaj z drugimi saharskimi krokodilom podobnimi živalmi, kot so Anatosuchus in Laganosuchus, sta mu podelila vzdevek »BoarCroc« oz. »Pujs Kroki«. Tipska vrsta je K. saharicus. 

## Opis
Kaprosuchusova dolžina je ocenjena na 6 m. Posedoval je tri komplete čekanastih zobov, ki so segali navzdol in navzgor iz gobca, pri čemer je en spodnji komplet prilegal v zareze v zgornji čeljusti. Takšna zbona razvrstitev še ni bila opažena pri krokodilom podobnih plazilcih. Dodatna posebnost Kaprosuchusa je prisotnost velikega zgrbančenega roga, ki je nastal iz luskastih in temeničnih kosti in izhajal iz zadnjega dela lobanje. Manjše rogove je imel tudi sorodni Mahajangasuchus. 
Gobec Kaprosuchusa kaže splošne proporcije.

## Klasifikacija
Kaprosuchus je predstavnik družine Mahajangasuchidae skupaj z bližnjih sorodnikom Mahajangasuchus insignis iz zgornje krede na Madagaskarju. Čeprav se znatno razlikuje od drugih krokodilom podobnim plazilcem, ima Kaprosuchus kljub temu veliko skupnih značilnosti z Mahajangasuchusom.